# Heliura mimula
Heliura mimula là một loài bướm đêm thuộc phân họ Arctiinae, họ Erebidae.